# ویلیام راگسدیل
ویلیام راگسدیل (به انگلیسی: William Ragsdale) (زاده ۱۹ ژانویه ۱۹۶۱) بازیگر آمریکایی است.
از فیلم‌های معروف او می‌توان به بازی در فیلم جا مانده، شب وحشت و صحبت مستقیم اشاره کرد.